# Mạng riêng
Trong kiến trúc địa chỉ Internet, mạng riêng là mạng sử dụng không gian địa chỉ IP riêng. Cả hai thông số kỹ thuật của IPv4 và IPv6 đều xác định phạm vi địa chỉ riêng. Những địa chỉ này thường được sử dụng cho mạng cục bộ (LAN) trong môi trường dân cư, văn phòng và doanh nghiệp. Không gian địa chỉ IP riêng ban đầu được xác định trong nỗ lực trì hoãn cạn kiệt địa chỉ IPv4.
Địa chỉ mạng riêng không được phân bổ cho bất kỳ tổ chức cụ thể nào và bất kỳ ai cũng có thể sử dụng các địa chỉ này mà không có sự chấp thuận từ cơ quan đăng ký Internet khu vực. Tuy nhiên, các gói IP được xử lý từ chúng không thể được định tuyến thông qua Internet công cộng.

## Địa chỉ IPv4 riêng
Lực lượng đặc nhiệm kỹ thuật Internet (IETF) đã chỉ đạo Cơ quan cấp số được gán Internet (IANA) bảo lưu các dải địa chỉ IPv4 sau cho các mạng riêng: (p4) 
| Tên RFC1918 | Phạm vi địa chỉ IP            | Số lượng địa chỉ | Khối CIDR lớn nhất (mặt nạ mạng con) | Kích thước ID máy chủ | Mặt nạ bit | Classful mô tả         |
| ----------- | ----------------------------- | ---------------- | ------------------------------------ | --------------------- | ---------- | ---------------------- |
| Khối 24 bit | 10.0.0.0 - 10.255.255.255     | 16777216         | 10.0.0.0/8 (255.0.0.0)               | 24 bit                | 8 bit      | mạng lớp A đơn         |
| Khối 20 bit | 172.16.0.0 - 172.31.255.255   | 1048576          | 172.16.0.0/12 (255.240.0.0)          | 20 bit                | 12 bit     | 16 mạng lớp B liền kề  |
| Khối 16 bit | 192.168.0.0 - 192.168.255.255 | 65536            | 192.168.0.0/16 (255.255.0.0)         | 16 bit                | 16 bit     | 256 mạng lớp C liền kề |

Mặc dù tiêu chuẩn cho mạng lớp A và lớp B chỉ định các mặt nạ 8 và 16 bit tương ứng, nhưng thông thường để chia nhỏ chúng và gán các mặt nạ khác bên trong, dẫn đến một số mạng con nhỏ hơn (ví dụ 10.0.0.0/24, có chỗ cho hàng ngàn mạng con với 254 máy chủ).

## Không gian dành riêng cho việc triển khai NAT
Vào tháng 4 năm 2012, IANA đã phân bổ 100.64.0.0/10 để sử dụng trong các kịch bản NAT.
Khối địa chỉ này không nên được sử dụng trên các mạng riêng hoặc trên Internet công cộng: nó chỉ dành cho sử dụng trong các mạng của nhà mạng. Kích thước của khối địa chỉ (222, xấp xỉ 4 triệu địa chỉ) đã được chọn đủ lớn để đánh số duy nhất tất cả các thiết bị truy cập của khách hàng cho tất cả các điểm hiện diện của một nhà điều hành trong một khu vực đô thị lớn như Tokyo.

## Địa chỉ IPv6 riêng
Khái niệm về mạng riêng đã được mở rộng trong thế hệ tiếp theo của Giao thức Internet, IPv6 và các khối địa chỉ đặc biệt được bảo lưu.
Khối địa chỉ fc00::/7 được IANA dành riêng cho Unique Local Addresses (ULA). Chúng là các địa chỉ unicast, nhưng chứa một số ngẫu nhiên 40 bit trong tiền tố định tuyến để ngăn xung đột khi hai mạng riêng được kết nối với nhau. Mặc dù vốn đã được sử dụng cục bộ, phạm vi địa chỉ IPv6 của các địa chỉ cục bộ duy nhất là toàn cầu.
Khối đầu tiên được xác định là fd00::/8, được thiết kế cho /48 khối định tuyến, trong đó người dùng có thể tạo nhiều mạng con, nếu cần.